# Canyoning

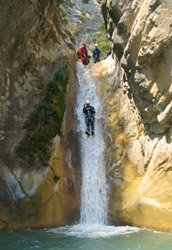
Canyoning im Département Alpes-Maritimes (Frankreich)

Unter Canyoning (englisch; deutsch auch Schluchteln oder Schluchtenwandern) versteht man das Begehen einer Schlucht von oben nach unten (in der Frühzeit des sportlichen Canyonings auch von unten nach oben) in den unterschiedlichsten Varianten. Durch Abseilen, Abklettern, Springen, Rutschen, Schwimmen und manchmal sogar Tauchen gelangt man in geeigneter Ausrüstung durch die Schluchten. Als Erlebnissportart etablierte sich Canyoning Ende der 1990er Jahre in Spanien und Südfrankreich. Um die Jahrtausendwende folgte der Durchbruch auch in den Nordalpen. In den USA ist Canyoning eher als Canyoneering bekannt. Es bekam dort durch europäischen Einfluss einen enormen Entwicklungsschub.

## Die Sportart Canyoning
Neben dem sportlichen Reiz des Abenteuers steht vor allem das Naturerlebnis im Vordergrund. Bei dieser Sportart spielen die Beherrschung der speziellen Seiltechniken und das fundierte Wissen über regionale Wetter- und Wassergegebenheiten eine wichtige Rolle. Einige Naturschützer kritisieren Canyoning, weil Teile der Natur begangen werden, die sonst vom Menschen unberührt blieben. Besonders die kommerzielle Vermarktung für den Tourismus führt zu Problemen. Anhänger des Canyoning erwidern, dass Canyons teilweise mehrmals im Jahr von Hochwässern mehr verändert werden als durch den Einfluss der Menschen, die durch diese Schluchten laufen. Hierbei wird allerdings die vermehrte Nutzung von Anfahrtswegen, Zustiegspfaden und Parkmöglichkeiten außer Acht gelassen. Bei vielen Touren steht das gemeinsame Naturerlebnis im Vordergrund.

## Sicherheit

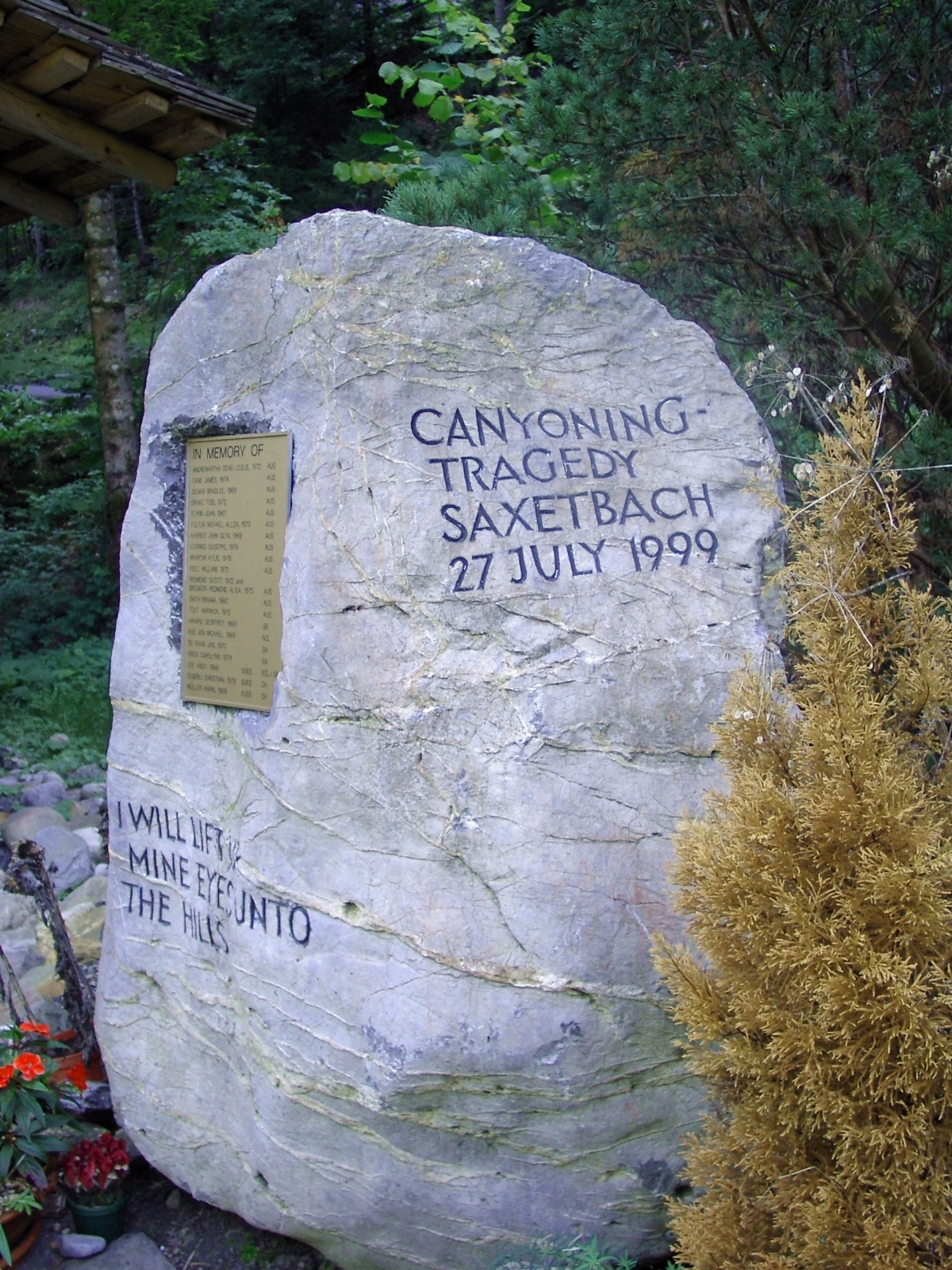
Gedenkstein für die 21 Toten des Canyoning-Unfalles im Saxetbach von 1999

Canyoning erfordert ein hohes Maß an alpin- und wassertechnischer Qualifikation. Ist man erst einmal in eine Tour eingestiegen, ist ein Rückzug vor Ende der Tour oft nicht mehr möglich. Diese Sportart sollte von Anfängern nur unter kundiger Anleitung durchgeführt werden. Die verwendeten Techniken weichen z. T. deutlich von denen im hochalpinen Bereich oder beim Klettern ab. Eine Übertragung dieser Techniken auf das Canyoning kann erhebliche Gefahren beinhalten.
Bei schwierigen Canyoningtouren sollte man einen ortskundigen sowie zertifizierten Canyonführer zu Rate ziehen. Es gibt für diesen Outdoorbereich mittlerweile einige Organisationen, die professionelle Canyoningführer ausbilden. Bergführer qualifizieren sich über eine Zusatzausbildung zum Canyoningführer.
Vorherige Information über die Wetterlage ist unabdingbar, da bei einem großen Wassereinzugsgebiet der Wasserspiegel in einer engen Schlucht bei starkem Regen in Minutenschnelle lebensgefährlich ansteigen kann. Aber nicht nur die Gefahr durch eine Springflut ist gegeben, sondern auch durch Steinschlag, deswegen sollte ein Helm getragen werden. Auch über spezielle Risiken, wie z. B. den möglichen Wasserablauf eines Stausees oder Schneeschmelzen, welche in manchen Gebieten bis in den späten Frühling die Gefahr erhöhen, sollten vorher Erkundungen eingezogen werden. Die Beobachtung des Wetters muss bereits Tage vor einer Tour beginnen und sich über die gesamte Tourenlänge erstrecken. Daher sind meteorologisches Grundwissen und das Deuten von Wettererscheinungen (z. B. Aussehen, Entwicklungsstadien und Gefahren von Wolken) von entscheidender Bedeutung. Ende Juli 1999 kamen 21 Personen bei einem von der Agentur Adventure World angebotenen Canyoning am Saxetbach bei Interlaken zu Tode, obgleich örtliche Bergführer vor dem ursächlichen Gewittersturm gewarnt hatten. Einige weitere Canyoningunfälle zeigen, dass für diese Sportart größtmögliche Sicherheit gefordert ist. Es gilt die Regel, nicht alleine zu gehen. Drei bis vier Personen gelten als die optimale Gruppengröße.

## Voraussetzungen
Wer diesen Sport selbständig ausüben möchte, sollte über Trittsicherheit verfügen und keine Höhenangst haben. Dazu kommt eine gute Kondition und schwimmen zu können. Ebenso sollte man über ausreichendes theoretisches und praktisches Wissen in den folgenden Themengebieten verfügen:
- Seiltechnik (Allgemeines Handling, Abseilen, Standplatzbau, Rettungstechniken)
- Wildwassertechnik (Analysieren von Strömungsformen, kontrolliertes Wildwasserschwimmen)
- Meteorologie (Wetterdaten erfassen und auswerten können)
- Kommunikation (spezifische Zeichen- und Lautsprache)
- Erste Hilfe (Rettungskette in der speziellen Canyonsituation)
- Orientierung
- Risikomanagement
- Ausrüstung
- Naturschutz

## Ausrüstung

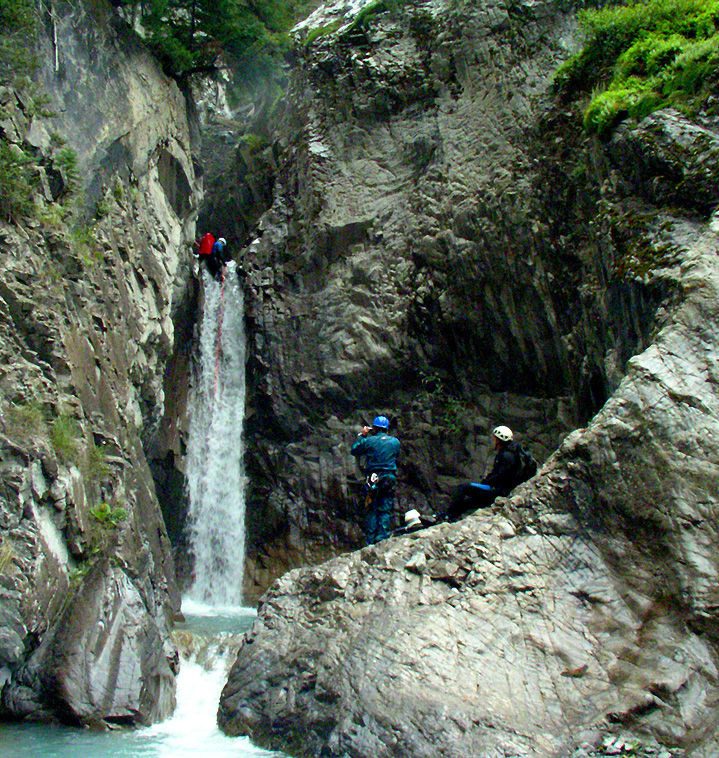
Canyoning in den Rocky Mountains

Zum Canyoning wird je nach Tour etwa folgende Ausrüstung empfohlen:
- Neoprenhose (Long John), mindestens 4 mm
- Neoprenjacke, mindestens 4 mm
- Neoprensocken, mindestens 3–4 mm
- Angemessenes Schuhwerk
- Alpintauglicher Helm
- Canyoninggurt (kein Klettergurt)
- einige HMS-Karabiner
- Abseilgerät mit Kappschlinge
- Geräte für den Aufstieg am Seil (z. B. Shunt oder TiBlock)
- Kappmesser (stumpf mit Wellenschliff) oder Amboss-Schere
- Wasserdichte Tonne mit Erste-Hilfe-Material
- Signalpfeife, Signalrakete, Mobiltelefon
- Arbeitsseile, der Tour angepasst (höchste Abseilstelle)
- Notseil (längste Stelle)
- Handbohrset, Verankerungen und Schlingenmaterial
- Canyoningtauglicher Rucksack

Zum Kennenlernen dieser Sportart gibt es etliche kommerzielle Anbieter, die auch die Ausrüstung für geführte Touren zur Verfügung stellen. Zum eigenständigen Tourengehen empfiehlt es sich, einem entsprechenden Verein beizutreten oder entsprechende Ausbildungskurse zu absolvieren.